# Acragas zeteki
Acragas zeteki là một loài nhện trong họ Salticidae.
Loài này thuộc chi Acragas. Acragas zeteki được Arthur Merton Chickering miêu tả năm 1946.